# سیمونتون لیک (ایندیانا)
سیمونتون لیک (به انگلیسی: Simonton Lake) یک منطقهٔ مسکونی در ایالات متحده آمریکا است که در شهرستان الخارت، ایندیانا واقع شده‌است. سیمونتون لیک ۱۰٫۵ کیلومتر مربع مساحت و ۴٬۶۷۸ نفر جمعیت دارد و ۲۴۰ متر بالاتر از سطح دریا واقع شده‌است.